# Антальский марафон
Антальский марафон (тур. Antalya Maratonu) или в сокращённом варианте Runtalya — международное соревнование по бегу на шоссе, ежегодно проходящее в один из мартовских дней в городе Анталья, Турция. Второй по значимости марафон Турции после Стамбульского марафона, имеющего золотой статус IAAF Road Race Label Events.
Программа соревнования включает классический марафон, полумарафон, бег на 10 000 метров, массовый забег на 4 км без измерения времени. Также предусмотрена отдельная дисциплина для инвалидов-колясочников.
Впервые Антальский марафон состоялся в 2006 году, одним из организаторов был немецко-турецкий предприниматель Вурал Огер, в качестве главного спонсора выступила его туристическая компания Öger Tours, базирующаяся в Германии. Большинство участников марафона приезжают сюда из Германии, так, в 2008 году из 351 участника 165 были немцами.
Маршрут Антальского марафона проложен при участии Федерации лёгкой атлетики Турции в соответствии со всеми требованиями Ассоциации международных марафонов и пробегов и официально признан Международной ассоциацией легкоатлетических федераций. Старт с 2008 года традиционно располагается недалеко от Музея Антальи, отсюда путь пролегает на восток вдоль скалистого побережья Средиземного моря. Спортсмены бегут по улицам старого города мимо таких достопримечательностей как Минарет Йивли и Ворота Адриана в район Лара, где расположен финиш забега на 10 км и поворотная точка полумарафона. Марафонцы при этом возвращаются назад вдоль застроенного гостиницами пляжа. Марафон для всех категорий заканчивается на стадионе «Анталья Ататюрк».
Рекорды марафона, как мужской, так и женский, были установлены в 2008 году кенийцем Филлипом Макау Муиа и нидерландской бегуньей Кристиной Лонен, которые показали время 2:16:13 и 2:42:54 соответственно. Начиная с 2010 года организационный комитет принял решение не приглашать на марафон спортсменов из Африки.

## Победители
Рекорд трассы
| Дата          | Победитель у мужчин         | Время (ч:м:с) | Победитель у женщин      | Время (ч:м:с) |
| ------------- | --------------------------- | ------------- | ------------------------ | ------------- |
| 1 марта 2015  | Мустафа Шабан (BUL)         | 2:32:28       | Олеся Нургалиева (RUS)   | 2:46:34       |
| 2 марта 2014  | Мустафа Шабан (BUL)         | 2:26:34       | Светлана Шепелёва (MDA)  | 2:56:52       |
| 3 марта 2013  | Мурат Кайа (TUR)            | 2:36:35       | Лютфие Кайа (TUR)        | 3:01:29       |
| 4 марта 2012  | Юсель Айдин (TUR)           | 2:34:08       | Лютфие Кайа (TUR)        | 2:52:21       |
| 6 марта 2011  | Ахмет Арслан (TUR)          | 2:38:09       | Биргит Леннарц (DEU)     | 3:04:00       |
| 7 марта 2010  | Саша Вельтен (DEU)          | 2:36:46       | Биргит Леннарц (DEU)     | 3:10:30       |
| 8 марта 2009  | Джон Мусила Киоко (KEN)     | 2:18:00       | Надежда Семилетова (RUS) | 2:44:19       |
| 2 марта 2008  | Филлип Макау Муиа (KEN)     | 2:16:13       | Кристина Лонен (NED)     | 2:42:54       |
| 18 марта 2007 | Уильям Кимутаи Кургат (KEN) | 2:19:23       | Моника Самила (TAN)      | 2:49:47       |
| 24 марта 2006 | Морис Вамбуа Мукути (KEN)   | 2:21:12       | Римма Дубовик (UKR)      | 2:54:38       |